# Trauma (groupe polonais)
Pour les articles homonymes, voir Trauma.
Trauma est un groupe de death metal polonais, originaire d'Elbląg. Le groupe est initialement formé en 1988 sous le nom de Thanatos, avant de changer pour Detox Mansion, puis finalement Trauma en 1992.

## Biographie
Le groupe est formé en 1988, à Elbląg, sous le nom de Thanatos. Sous ce nom, ils enregistrent et publient deux démos, Deo Optimo Maximo (1989) et Out of Sanity (1990). En 1992, ils se rebaptisent brièvement Detox Mansion avant de devenir Trauma. La même année, ils publient la démo Invisible Reality. En 1996 sort leur premier album studio, intitulé Comedy is Over, en 1996, dont les enregistrements sont effectués en octobre 1995 aux studios Loud Out Records ; il est publié au label Vox Mortis sur cassette audio. En 1998, le groupe publie son premier EP, Daimonion, enregistré au studio Olsztyn Selani, et publié au label Pagan Records. Le groupe tourne ensuite en soutien à l'EP en Pologne.
Au printemps 2000, le groupe entre au Hertz Studio à Białystok pour enregistrer un deuxième album, intitulé Suffocated in Slumber, publié en septembre la même année. Leur premier album, Comedy is Over, est aussi réédité en format CD. L'album Suffocated in Slumber est un réel succès, et le groupe se fait remarquer par le label allemand System Shock Records, qui leur offre la possibilité de sortir l'album en Europe. Ils effectuent une tournée mondiale en 2001 aux côtés des groupes Decapitated et Vader. Au cours de la tournée, le groupe enregistre son premier album live intitulé Crash Test – Live, sorti en novembre 2001, à nouveau au label Pagan Records. En janvier 2002, le groupe participe à la tournée Expression of Horror Tour, avec les groupes Devilyn et Misteria, effectuant des concerts en avril en Allemagne et aux Pays-Bas ; ils participent aussi au System Shock Over Europe Tour Part Two avec Master, Krabathor et Xenomorph. Ils jouent au Thrash'em All Festival avec Monstrosity, Vomitory, Lost Soul, Sceptic, Dissenter et Contempt. Au début de 2003, le groupe met fin à son contrat avec Pagan Records, pour signer chez Empire Records. Ils enregistrent en mars 2003, l'album Imperfect Like God, qui est publié le 25 novembre 2003. Un autre album enregistré par le groupe s'intitule DetermiNation, publié en 2005. 
En 2010, le groupe publie un autre album intitulé Archetype of Chaos. L'album termine quatrième sur Metalnews.pl dans la catégorie de « meilleur album polonais ». En 2013, ils publient un nouvel album studio intitulé Karma Obscura. Il est mixé et masterisé au Hertz Studio et annoncé au label Witching Hour Productions le 26 juin 2013.

## Membres

### Membres actuels
- Bubek - basse
- Michał Grall - guitare
- Arkadiusz « Mały » Sinica - batterie (depuis 1992)
- Jarosław « Mister » Misterkiewicz - guitare solo (depuis 1992)
- Artur « Chudy » Chudewniak - chant (2002-2006, depuis 2009)

### Anciens membres
- Wojciech « Bubi » Sukow - basse, chant (1992)
- Piotr Zienkiewicz - basse, chant (1992-2002)
- Jacek « Skocz » Holewa - chant (1992)
- Arkadiusz Furdal - guitare (1994-1999)
- Paweł Kapla - basse (1996-1998)
- Paweł « Firana » Krajnik - basse (1998-2008)
- Patryk « Patrix » Krajnik - guitare, chant (2000-2004)
- Filip « Fill » Musiatowicz - guitare (2005-2006)
- Robert « Kopeć » Jarymowicz - chant (2006-2009)
- Dawid « Davidian » Rutkowski - basse (2008-2010)

## Discographie
- 1989 : Deo Optimo Maximo (démo ; sous le nom de Thanatos)
- 1990 : Out of Sanity (démo ; sous le nom de Thanatos)
- 1992 : Invisible Reality (démo)
- 1996 : Comedy is Over
- 1998 : Daimonion
- 2000 : Suffocated in Slumber
- 2001 : Crash Test (album live)
- 2003 : Imperfect Like a God
- 2005 : Determination
- 2006 : Hamartia (EP)
- 2007 : Neurotic Mass
- 2010 : Archetype of Chaos
- 2013 : Karma Obscura